# 硫カドミウム鉱
硫カドミウム鉱（りゅうかどみうむこう、greenockite、グリーノッカイト）は、鉱物（硫化鉱物）の一種。
組成は硫化カドミウム（CdS）。比重4.5-5。モース硬度3-3.5。六方晶系。結晶は暗赤色だが極めて稀で、濃い黄色の粉末状で発見されることが多い。カドミウムは同族の亜鉛と挙動を共にするため、常に亜鉛鉱石に伴って産出する。同質異像に方硫カドミウム鉱（Hawleyite）があるが、ほとんど外観が同じであるため見分けるのは困難である。
スコットランドから発見され、1840年に発見者グリーノック卿チャールズ・キャスカートにちなんで命名された。
カドミウムイエローと呼ばれ、黄色い絵の具の原料としても使用される。